# Kévin Gemin
Kévin Gemin, plus connu sous le pseudonyme de Kékéflipnote, est un animateur français né en 1992 à Annemasse. Il est connu pour ses vidéos courtes d'animations réalisées sur le logiciel Flipnote Studio sur Nintendo DSi.

## Biographie
Kévin Gemin a suivi une option arts plastiques au lycée, une classe préparatoire à l'École des Beaux-Arts du Genevois avant de passer quatre à l'école de dessin Emile Cohl à Lyon.
Il découvre le logiciel Flipnote Studio un été en rentrant de vacances, le 4 septembre 2009, sur lequel il reproduit quelques dessins des personnages des jeux vidéo Nintendo, notamment Kirby. Flipnote devient vite son support de prédilection et ses animations partagées sur Flipnote Hatena, la plate-forme de partage intégrée au logiciel, ont peu à peu du succès. Il crée ensuite son univers d'animation, fait d'animaux bondissants aux formes arrondies. Après la fermeture de Flipnote Hatena, il met en ligne ses créations sur les réseaux sociaux (Twitter, Facebook, Tumblr...).
Il collabore avec d'autres vidéastes, comme Antoine Daniel pour qui il réalise quelques animations pour la saga MP3 Clyde Vanilla. En 2018, il est contacté par Arte pour développer une série d'animation autour de la musique classique. L'Odyssée de Klassik met en scène une gerboise vivant des aventures au rythme de grands morceaux. Il ressort de l'expérience satisfait mais épuisé par les contraintes et le rythme de production (un épisode par semaine).